# Rudolf Dassler
Pour les articles homonymes, voir Dassler.
Rudolf Dassler, né le 26 mars 1898 à Herzogenaurach (Allemagne) et mort le 27 octobre 1974 dans la même ville, est le fondateur allemand de la société allemande de vêtements de sport Puma.
En 1924, la famille Dassler se lance dans la fabrication de chaussures de sport : la société Gebrüder Dassler Schuhfabrik est alors créée par les deux frères Adolf, dit « Adi », et Rudolf Dassler à Herzogenaurach. Aux Jeux olympiques de 1928, les Dassler équipent de nombreux athlètes. Dans les années 1930, ils rejoignent le Parti nazi et durant la guerre, la marque équipe la Wehrmacht.

## Biographie
Rudolf Dassler est né le 26 mars 1898. Il est le fils d'un cordonnier de Herzogenaurach.
Après l'école, il travaille comme apprenti chez un cordonnier. En 1924, il entre dans l'atelier de cordonnerie de son père, quatre ans après son frère, Adolf Dassler. Les frères Dassler innovent en étendant la gamme de leurs produits aux chaussures de sport et l'atelier de l'ancien cordonnier, renommé en Gebrüder Dassler Schuhfabrik, devient une entreprise florissante. En 1925, Adolf Dassler invente la première chaussure de football à crampons et en dépose le brevet dans la même année.
L'entrepreneur élargit son activité à partir de 1931 aux chaussures de tennis. La réputation des produits des frères grandit lorsqu'en 1932, un sprinter allemand remporte la médaille de bronze aux Jeux olympiques avec des chaussures Dassler. Quatre ans plus tard, c'est au tour de Jesse Owens de remporter quatre médailles d'or aux Jeux olympiques de Berlin avec les chaussures Dassler. L’adhésion des frères au parti nazi dès mai 1933 leur permet d'équiper la Wehrmacht jusqu'à la fin de la Deuxième Guerre mondiale.
En raison de différends personnels avec son frère, Rudolf Dassler quitte l'entreprise familiale en 1947, pour lancer un an plus tard sa propre compagnie à Herzogenaurach, la PUMA Schuhfabrik Rudolf Dassler, également portée sur la production d'équipements sportifs.
En 1948, Puma apporte la première chaussure de football : le modèle "Atom". Dans les années suivantes, la marque Puma s'implique de plus en plus dans les événements sportifs internationaux, en équipant notamment l'équipe nationale de Football d'Allemagne de l'Est. Au début des années 1960 Puma exportait déjà ses produits dans plus de 100 pays à travers le monde. En 1962, Pele remporte en chaussures Puma la Coupe du monde au Brésil. Dans les années suivantes, plusieurs établissements de la branche de la République fédérale ont été créées en Alsace et en Autriche.
Rudolf Dassler est mort le 27 octobre 1974 à Herzogenaurach. Son fils Armin A. Dassler (né en 1929) reprend la PUMA Rudolf Dassler Sport KG.
En 1985, Boris Becker est le premier Allemand à remporter un match de tennis à Wimbledon, utilisant des chaussures et des raquettes Puma. Un an plus tard, l'entreprise était cotée en bourse. Après certaines turbulences économiques, Puma réalise en 1994, à la suite de son introduction en bourse, le premier résultat positif, ce qui représentait le plus grand profit de l'histoire de l'entreprise. Au cours des dernières années, la société bat d'autres records grâce à une extension considérable.
Horst Dassler, fils d'Adolf Dassler, fonde en 1973 la société Arena.